# Don Shinn
Donald John Shinn (West Ham, 15 de diciembre de 1945) es un músico y compositor británico, reconocido principalmente como un influyente organista y pianista. 

## Biografía

### Primeros años
Donald John Walsh nació en West Ham, Londres. En su juventud fue adoptado por la familia Shinn en Southampton, ciudad donde se crio. Aprendió a tocar el piano antes de unirse al ejército, donde aprendió la ejecución del clarinete. Al regresar a Southampton compró un órgano Bird Duplex y se unió a la banda local The Lonely Ones, siendo conocido por su hábito de tocar los pedales del órgano con los pies descalzos.

### Carrera musical
La agrupación cambió su nombre a The Soul Agents y grabó tres sencillos para Pye Records, producidos por Tony Hatch. Otros miembros de la banda eran Johnny Keeping (voz), Tony Good (guitarra), Jim Sach (bajo) y Roger Pope (batería). Entre 1964 y 1965 la banda sirvió de apoyo regularmente al cantante Rod Stewart. Tras la marcha de Keeping y Sach, The Soul Agents continuó como un trío con Shinn, Good y Pope. Shinn fue hospitalizado por tuberculosis durante varios meses en 1965, pero después de su recuperación formó una nueva versión de The Soul Agents con Pope, Dave Glover (bajo) y Pete Hunt (voz) e incorporó el órgano Hammond en sus instrumentos. Su último sencillo, "A-Minor Explosion" / "Pits of Darkness", acreditado a Don Shinn & The Soul Agents, fue lanzado por el sello Polydor en 1966. Aunque comercialmente no fue un éxito, con el paso del tiempo ganó reconocimiento como "un testamento a sus credenciales como pionero del prog... combinando lo neoclásico con el jazz y el R&B..." Shinn fue una fuerte influencia para el tecladista Keith Emerson, quien adoptó algunas de las técnicas teatrales de Shinn en el escenario, como la de clavar un destornillador en el teclado.
The Soul Agents se disolvió y el músico formó un nuevo grupo llamado simplemente Shinn a principios de 1967, con Eddie Lamb (voz), Paul Newton (bajo) y Brian Davison (batería). Sin embargo, la banda se separó después de unos meses y Shinn se unió a The Echoes, respaldando a Dusty Springfield. A finales de 1967 el productor discográfico Denis Preston invitó a Shinn a grabar un álbum en solitario. El álbum instrumental, titulado Temples With Prophets, fue publicado por Columbia a principios de 1969. Su segunda producción, Departures, fue lanzada el mismo año.
Shinn también trabajó como músico de sesión, tocando el órgano, el piano eléctrico y el clavicémbalo en el álbum debut de James Taylor. El músico dejó The Echoes y cofundó la banda Dada, con el guitarrista y arreglista Pete Gage y los cantantes Elkie Brooks y Paul Korda. En 1970 se unió a la formación el cantante Robert Palmer, pero nuevamente se trató de un proyecto de corta duración. Tras formar la banda Iguana con Pete Hunt, Shinn abandonó Inglaterra en 1974 y se mudó a Noruega, donde continuó tocando con bandas locales.
Regresó a Southampton en 1995 y desde entonces realizó apariciones esporádicas. Sus álbumes de Columbia han sido reeditados en formato de disco compacto.